# Hexafluoro-2-butino
El hexafluoro-2-butino (HFB) es un fluorocarbono con la estructura química CF3C≡CCF3. El HFB es un derivado de acetileno particularmente electrófilo y un dienófilo altamente eficiente para reacciones de Diels-Alder.
HFB se prepara por la acción de tetrafluoruro de azufre en ácido acetilenodicarboxílico o por la reacción de fluoruro de potasio (KF) con hexaclorobutadieno.